# Marek Antoš
Marek Antoš (ur. 18 grudnia 1979 w Pradze) – czeski przedsiębiorca, prawnik i publicysta.
W 1998 roku założył przedsiębiorstwo Internet Info, znajdujące się wśród najstarszych wydawnictw i dostawców usług internetowych na rynku czeskim. Internet Info jest także organizatorem nagrody Křišťálová Lupa. Antoš zapoczątkował serwis informacyjny Lupa.cz, początkowo był również jego redaktorem naczelnym.